# Kolda (region)

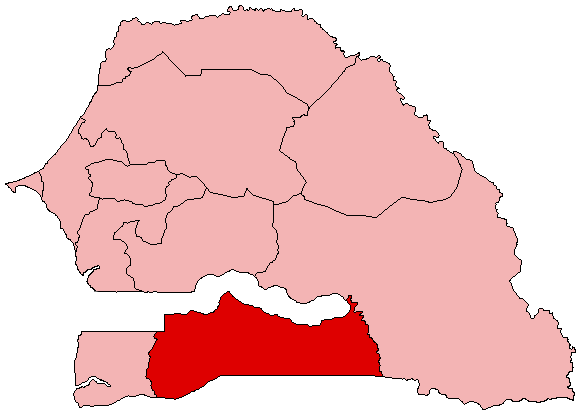
Koldaregionen

Kolda är en av Senegals fjorton regioner. Den har 951 839 invånare (31 december 2007) på en yta av 21 011 km². Regionen ligger i södra Senegal, i området Casamance. Koldaregionen kallas även Haute Casamance (franska) eller Alta Casamança (portugisiska). Den administrativa huvudorten är staden Kolda.

## Administrativ indelning
Regionen är indelad i tre departement (département) som vidare är indelade i kommuner (commune), distrikt (arrondissement) och glesbygdskommuner (communaute rurale).
Koldas departement
- Kommun: Kolda
- Distrikt: Dabo, Dioulacolon, Médina Yoro Foulah

Sédhious departement
- Kommuner: Goudomp, Marsassoum, Sédhiou
- Distrikt: Bounkiling, Diattacounda, Diendé, Djibabouya, Tanaff

Vélingaras departement
- Kommun: Vélingara
- Distrikt: Bonconto, Kounkané, Pakour